# Ultimate Spider-Man : Total Mayhem
Ultimate Spider-Man : Total Mayhem est un jeu vidéo de type beat them all développé par Gameloft pour iPhone et iPod Touch. L'histoire met en scène Spider-Man qui part à la poursuite de ses plus grands ennemis, récemment échappés de prison.

## Histoire
À la suite d'une explosion, tous les pires ennemis de Spider-Man se retrouvent libérés dans Manhattan. Celui-ci est alors chargé de les récupérés avant qu'ils ne répandent un terrible virus dans la ville.

## Système de jeu
Le jeu se compose de plusieurs niveaux, eux-mêmes divisés en étapes. Chaque niveau permet d'affronter en boss de fin un des super-méchants échappés de prisons. Pour l'atteindre, le niveau est divisé en plusieurs parties, qui peuvent être ou un espace restreint où le joueur affronte des vilains, ou un jeu d'adresse. Le jeu se termine lorsque le joueur bat le Bouffon vert.